# Nazario Pardini
Nazario Pardini (Arena Metato, fracción geográfica de San Giuliano Terme 25 de febrero de 1937) es un ensayista, poeta, crítico literario y bloguero italiano.

## Biografía
Nacido en 1937, Pardini se licenció en literatura comparada y posteriormente también en filosofía en la Universidad de Pisa.
Pardini es respetado en los círculos literarios italianos tanto por su producción creativa como por sus contribuciones críticas a la poesía y la literatura contemporáneas. Es autor de una treintena de libros y experto en literatura italiana.

## Obras principales
- 2000: Si aggirava nei boschi una fanciulla. 45 momenti di un viaggio fantastico, ma poco inverosimile, tra i predicatori dell'Occidente, eidicions ETS
- 2002: Le simulazioni dell'azzurro - Poesie 1997-2001, eidicions ETS
- 2010: Canti damore, Booksprint Edizioni
- 2011: Riccardo, racconti brevi, Booksprint Edizioni
- 2013: Dicotomie, eidicions The Writer
- 2015: I canti dell'assenza, eidicions The Writer
- 2017: Di mare e di vita, eidicions Macabor[2]
- 2021: I dintorni della solitudine, Guido Miano Editore

## Honores y premios
- Premio Micheloni, Sirio Guerrieri en La Spezia
- Premio CinqueTerre in Portovenere[3]
- Premio Portus Lunae en La Spezia
- Premio Città di Pontremoli en Pontremoli
- Premio Le Regioni en Pisa
- 1° Premio Ponte Vecchio, premio alla carriera poetica, en Florencia, 2014/2015
- Apollinari Diploma otorgado por la Facoltà di Scienze della Comunicazione Sociale de la Universidad Pontificia Salesiana[4]
- Premio Le Muse in Florencia
- Premio Mario Tobino en Vezzano Ligure[5]

## Bibliografìa
- Delos (Autori contemporanei di fine secolo, 1997, G. Laterza, Bari)
- Poeti e Muse (antologie scolastiche, 1995, 1996, Lineacultura, Milano)
- Blu di Prussia (Antologie, 1997, 1998)
- Antologia Poetica Campana (1999, pages de P. Celentano, A. Malinconico, e Bárberi Squarotti)
- Storia della letteratura italiana del XX secolo (1999, Helicon, Arezzo, au soin de G. Nocentini, coll. S. Ramat - N. Bonifazi - G. Luti)
- Dizionario Autori Italiani Contemporanei (2001, Guido Miano Editore, Milano)
- Dizionario degli autori italiani del secondo Novecento (2001, Edizioni Helicon, Arezzo, a cura di Ferruccio Ulivi, Neuro Bonifazi, Lia Bronzi)
- L’amore, la guerra (au soin de Aldo Forbice, Rai – Eri, Radio Televisione Italiana, Roma, 2004)
- L’evoluzione delle forme poetiche (Kairòs edizioni, Napoli, 2013)